# Folkspraak
Folkspraak è una lingua artificiale  incompleta basata su lingue germaniche e pensata per essere facile da imparare per qualsiasi madrelingua di una lingua germanica, rendendola adatta per essere una sorta di lingua franca.
Lo sviluppo del progetto ha avuto luogo principalmente online in un gruppo Yahoo, anche se alcuni disaccordi sulla grammatica e l'ortografia hanno portato alla creazione di diverse versioni o "dialetti". Il disaccordo si verifica anche su quali lingue d’origine utilizzare, facendo sì che solo alcuni sviluppatori presero le parole dal frisone, dal tedesco basso e dal norvegese nynorsk, insieme alle solite lingue di origine come inglese, olandese, tedesco, danese, norvegese bokmål e svedese.

## Fonologia

### Consonanti
|               |               | labiale | coronale | coronale | velare | glottidale |
| ------------- | ------------- | ------- | -------- | -------- | ------ | ---------- |
| nasale        | nasale        | m       | n        | n        | ŋ      |            |
| occlusiva     | sorda         | p       | t        | t        | k      | h          |
| occlusiva     | sonora        | b       | d        | d        | ɡ      |            |
| fricativa     | sorda         | f       | s        | ʃ        | x      |            |
| fricativa     | sonora        | v       | z        |          |        |            |
| affricata     | affricata     |         | ts       | tʃ       |        |            |
| approssimante | approssimante | ʋ       | l        | l        | j      |            |
| vibrante      | vibrante      |         | r~ʀ~ʁ    | r~ʀ~ʁ    |        |            |

### Vocali
|        |                 | anteriore | posteriore |
| ------ | --------------- | --------- | ---------- |
| chiusa | non arrotondata | iː        |            |
| chiusa | arrotondata     | yː        | uː         |
| media  | non arrotondata | eː        |            |
| media  | arrotondata     | øː        | oː         |
| aperta | aperta          | ɑː        | ɑː         |

|        |                 | anteriore | posteriore |
| ------ | --------------- | --------- | ---------- |
| chiusa | non arrotondata | ɪ         |            |
| chiusa | arrotondata     | ʏ         | ʊ          |
| media  | media           | ɛ         | ɔ          |
| aperta | aperta          | a         | a          |

## Ortografia
L'alfabeto Folkspraak è identico all’alfabeto latino.

## Grammatica

### Morfologia
Folkspraak non ha variazioni aggettivali o verbali. I nomi derivati da aggettivi e verbi all’infinito finiscono in -e come in de andere ("l'altro") e hanno ("avere"). Non c'è distinzione tra aggettivi e avverbi.
Non esistono casi grammaticali a seconda del genere se non con pronomi personali: si ('lei'), hi ('lui'), ik ('I'), mi ('me').
I plurali dei sostantivi vengono fatti con -e o, se è un sostantivo termina con una sillaba non accentata, con -s . Mann (uomo), manne (uomini), auto (auto), autos (auto).

### Sintassi
L'ordine delle parole di base è soggetto-verbo-oggetto (SVO). Le domande vengono poste per inversione VSO.